# Aspidifrontia semiarcuata
Aspidifrontia semiarcuata là một loài bướm đêm trong họ Noctuidae.